# حیات دیگر
حیات دیگر (به انگلیسی: Another Life) یک مجموعهٔ تلویزیونی درام علمی تخیلی است که توسط آرون مارتین ساخته شده و در ۲۵ ژوئیهٔ ۲۰۱۹ در رسانهٔ نتفلیکس به نمایش درآمد. در این سریال کیت ساکلوف، سلما بلر، تایلر هوچلین، جاستین چتوین، ساموئل اندرسون، الیزابت لودلو، بلو هانت، الکس اوزروف، جیک آبل، جی آر تیاناکو، جسیکا کاماچو، گرگ هوانسیسیان، باربارا ویلیامز و لینا رنا ایفای نقش کرده‌اند.

## خلاصهٔ داستان
حیات دیگر داستان یک فضانورد و یک خدمهٔ فضایی را دنبال می‌کند، که در این سفر مأموریت دارند تا منشأ یک اثر بیگانه را که به طرز مرموزی روی زمین ظاهر شده‌است، پیدا کنند. هنگامی که خدمه سعی در جست‌وجوی اطلاعات بیگانگان دارند، آن‌ها با دردسرهای بزرگی روبرو می‌شوند که ممکن است پایان مأموریت آن‌ها باشد.

## بازیگران و شخصیت‌ها

### اصلی
- کیت ساکف در نقش نیکو برکینریج، فرماندهٔ فضانوردان فرستاده شده برای یافتن منشأ پیام فرستاده شدهٔ بیگانگان.
- جاستین چتوین در نقش اریک والاس، دانشمند فرماندهی میان‌ستاره‌ای ایالات متحده و همچنین شوهر نیکو.
- ساموئل اندرسون در نقش ویلیام، روبات انسان‌نمایی که در کشتی فضایی سالووار به فضانوردان برای پیشبرد مأموریت کمک می‌کند.
- بلو هانت در نقش آگوست کاتاوی، مهندس و جوانترین عضو خدمه در سالووار حضور دارد.
- ریورا در نقش برنی مارتینز، میکروبیولوژیست سالووار و آشپز پاره‌وقت.
- جیک هابل در نقش ساشا هریسون، فرزند وزیر دفاع آمریکا، به عنوان نمایندهٔ دولت و رابط دیپلماتیک در صورت مواجهه با بیگانگان.
- الکس اوزروف در نقش الیور سوکولوف، یکی از مهندسان سالووار.
- الکساندر الیینگ در نقش خاویر آلمنزار، هکر خبره که در سالووار به عنوان یک متخصص مهندسی کامپیوتر در حال خدمت است.
- تیناکو در نقش زین پتروسیان، پزشک سالووار که گرایش‌های همجنس‌گرایانه دارد.
- لینا رنا در نقش ژانا برکینریج-والاس، دختر نیکو و اریک.
- سلما بلر در نقش هارپر گلس، خبرنگاری که سعی در افشا کردن یکی از بزرگ‌ترین خبرهای تاریخ بشری دارد.
- الیزابت لودلو به عنوان کاس ایساکوویچ، فرماندهٔ دوم و خلبان سالووار. او در قسمت ۲ بیدار شده‌است.

### با حضور
- جسیکا کاماچو در نقش میشل وارگاس، کارشناس ارتباطات سالووار.
- باربارا ویلیامز در نقش ژنرال بلر دوبوسی، ژنرال فرماندهی میان‌ستاره‌ای ایالات متحده، مسئول پاسخ ایالات متحده به بیگانگان.
- گرگ هووانسیان در نقش بهاوشم مک کار، سومین جانشین نیکو و خلبان سالووار. او در قسمت ۷ بیدار شده‌است.
- پروین دوزانژ در نقش دکتر نانی سینگ، دانشمندی که دوست و همکار اریک است.
- شانل پلاسو در نقش پترا اسمیت، عضو خدمۀ سالووار.

#### بازیگران مهمان
- تایلر هوچلین در نقش یان یرکا، فضانورد و فرمانده سابق کشتی اکتشافات فضایی سالووار، که موقعیت را به نفع نیکو از دست می‌دهد.
- مارتین دونووان در نقش اگان هریسون، سیاستمدار و پدر ساشا.
- لایفنی در نقش آزامی اووچی، مهندس کامپیوتر.